# Nesophontes hypomicrus
Nesophontes hypomicrus је изумрла врста сисара из породице карипских ровчица (Nesophontidae) и реда Eulipotyphla.

## Станиште
Врста Nesophontes hypomicrus је имала станиште на острву Хаити.

## Угроженост
Ова врста је изумрла, што значи да нису познати живи примерци.